# Emilio Greco
Emilio Greco, född 11 oktober 1913 i Catania, Italien, död 5 april 1995 i Rom, var en siciliansk skulptör.

## Biografi
Emilio Greco har blivit uppskattad för sina sinnligt eleganta, nakna kvinnofigurer i naturlig storlek, vilka anknyter till klassisk skulptur. Gamla grekiska och romerska lämningar på Sicilien gav honom en passion för den antika skulpturen.
Hans första framgångsrika arbete var Pinocchio på Collodi. Under hela sin karriär tenderade hans skulpturer att förfinas med avlånga former i italiensk manierism. Laura är ett typiskt exempel på hans skulptur.

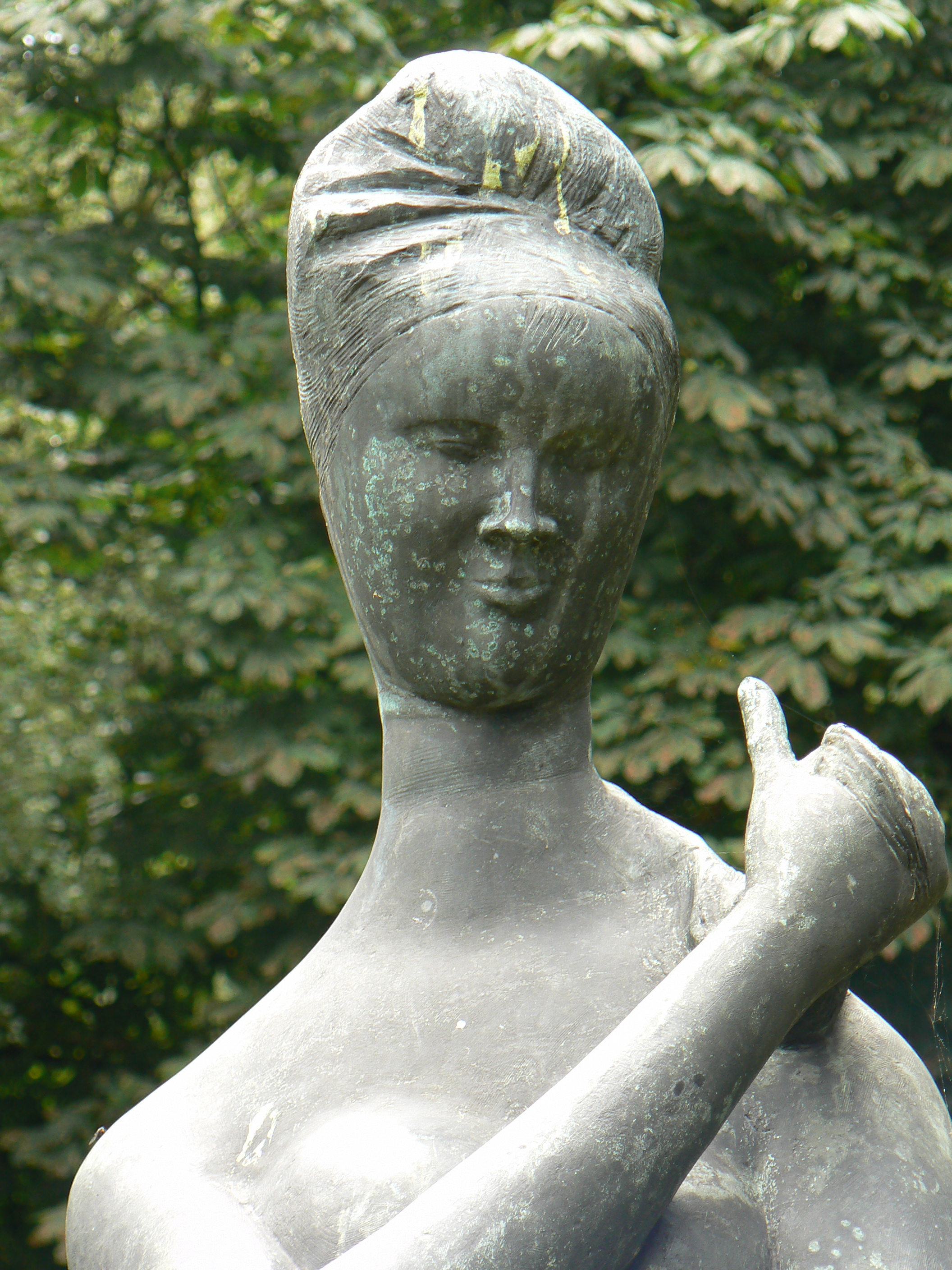
Skulptur av Emilio Greco